# GJ 1002
GJ 1002 は、地球からくじら座の方向に約15.8光年離れた位置にある、太陽系の近傍の赤色矮星である。
見かけの明るさは14等級と非常に暗く、肉眼で観測することは出来ない。
2つの太陽系外惑星が周囲を公転していることが知られている。
比較的不活発な恒星で、明確な変光は観測されていないが、変光星総合カタログにおいて変光が疑われる恒星が掲載される「NSVカタログ」には掲載されている。

## 特徴
| 太陽 | GJ 1002   |
| ---- | --------- |
| 太陽 | Exoplanet |

この恒星はパロマー天文台の観測によって大きい固有運動を持つ星として発見された。1971年にこの星の年周視差が初めて測定され、その値は224±8ミリ秒角とされた（ガイア計画によるデータリリース第3版より、現在では約206.35ミリ秒角という値になっている）。当時、太陽系から5パーセク（16.3光年）以内にある既知の恒星としては最も暗い天体の一つだった。
GJ 1002は質量の小さい赤色矮星としては不活発で、自転速度 (v sin i) は検出できないほど遅く（3 km/s以下）、電磁スペクトルの各種活動性指標も低い値を示している。15個の赤色矮星を対象とした2014年の研究では、GJ 1002の活動性指標は、最も低いGJ 1061に次いでGJ 3128と並ぶほぼ最低の水準であった。

## 惑星系
GJ 1002の周囲を公転している2つの太陽系外惑星はドップラー分光法を用いて2022年に発見された。どちらも地球に近い下限質量を持ち、GJ 1002のハビタブルゾーン内を公転している。これらの惑星はトランジットを起こさないが、欧州超大型望遠鏡（E-ELT）のANDESスペクトログラフなどの将来の機器を使用して、惑星の大気の存在とその組成を決定できる可能性がある。
| 名称 （恒星に近い順） | 質量          | 軌道長半径 （天文単位） | 公転周期 (日) | 軌道離心率 | 軌道傾斜角 | 半径 |
| --------------------- | ------------- | ----------------------- | ------------- | ---------- | ---------- | ---- |
| b                     | ≥1.08±0.13 M⊕ | 0.0457±0.0013           | 10.3465±0.027 | —          | —          | —    |
| c                     | ≥1.36±0.17 M⊕ | 0.0738±0.0021           | 21.202±0.013  | —          | —          | —    |